# 몰덴섬

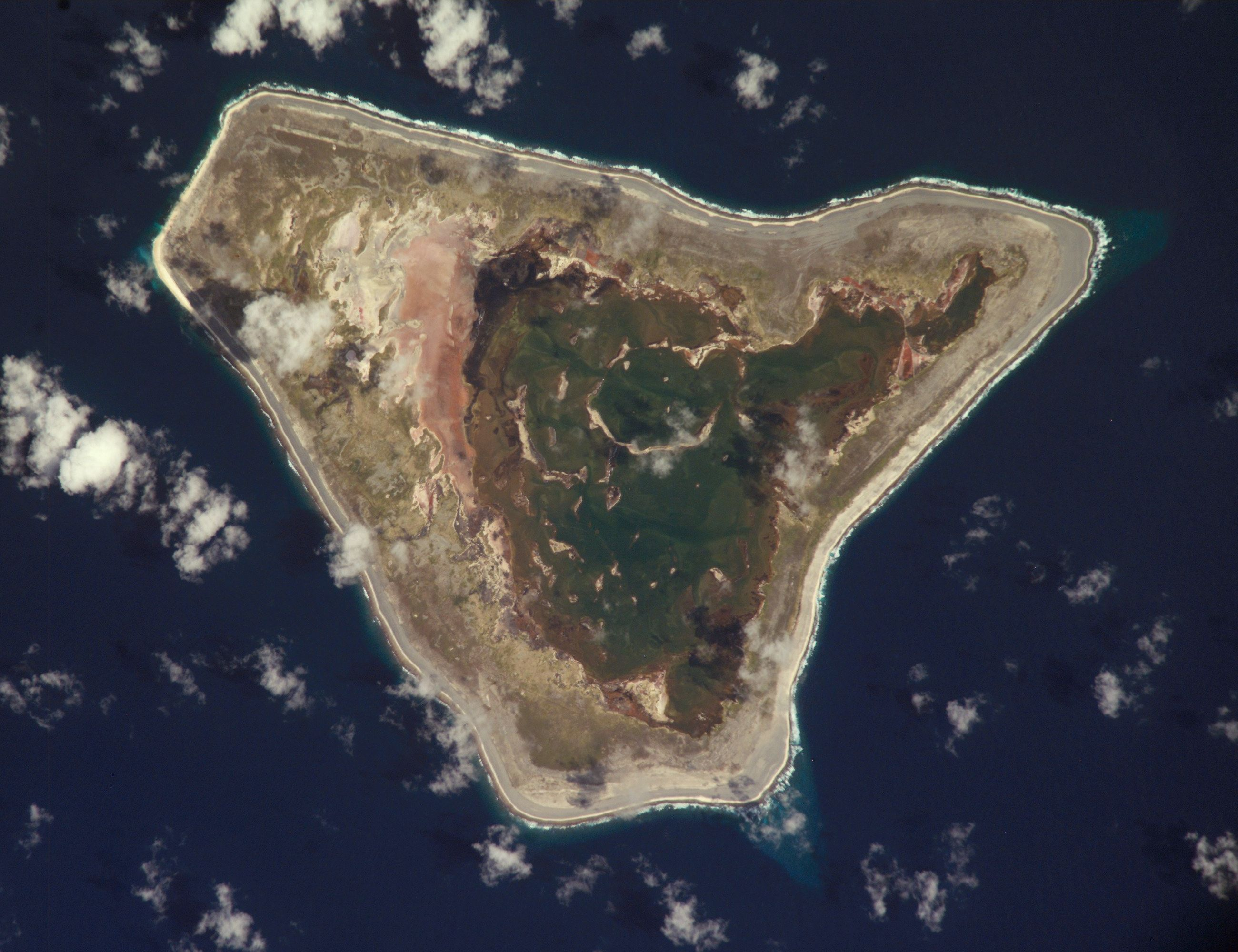
몰덴섬

몰덴섬(Malden Island)은 태평양 중서부에 위치한 키리바시의 섬으로, 라인 제도에 속한다.
1957년 3월 영국이 이 곳에 수소 폭탄 실험을 했다.